# Monument voor de Gevallenen (Veenendaal)

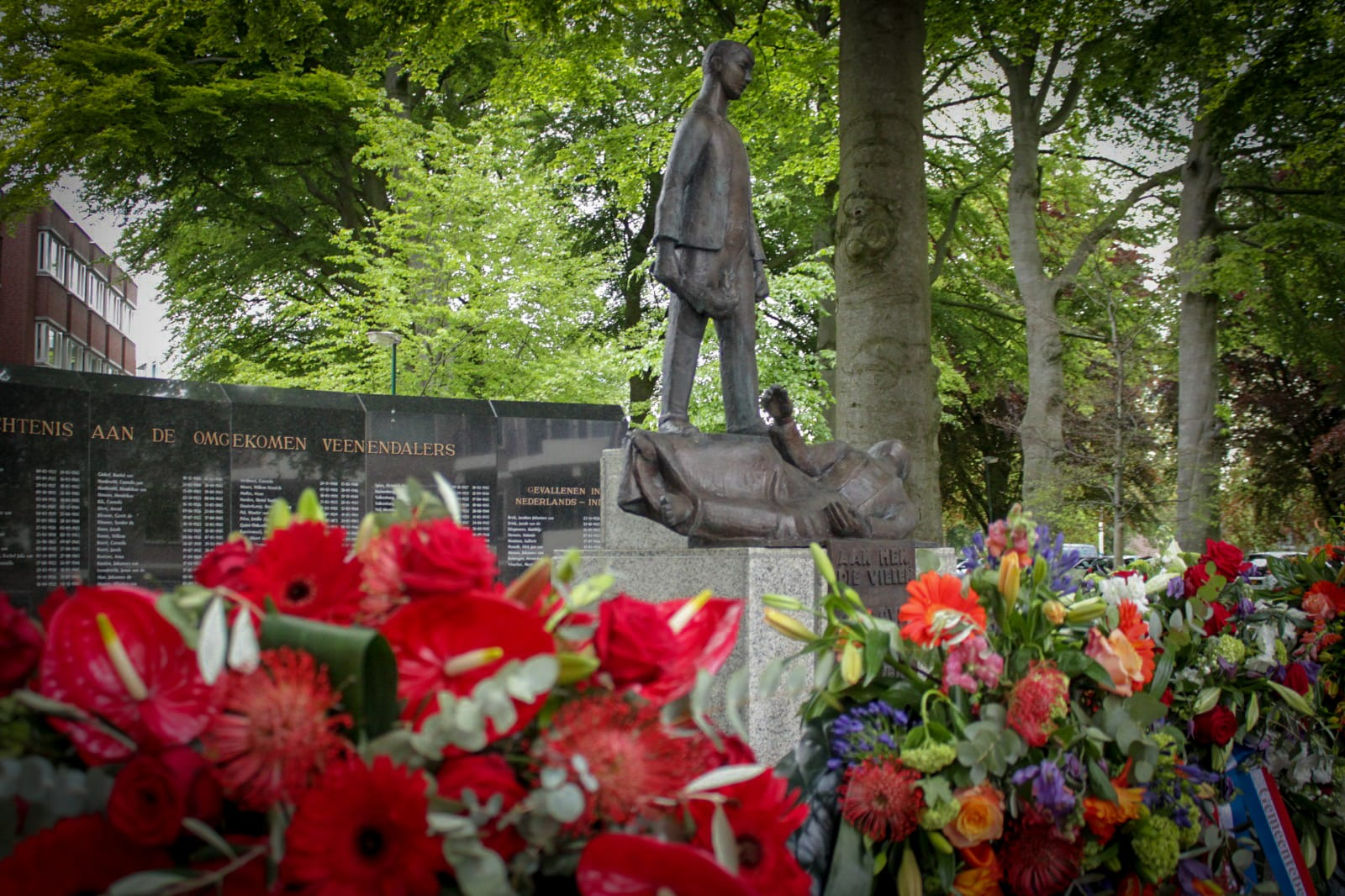
Standbeeld

Het Monument voor de Gevallenen is een oorlogsmonument ter nagedachtenis aan negenenzeventig burgerslachtoffers uit Veenendaal die omgekomen zijn in en kort na de Tweede Wereldoorlog door oorlogsgeweld, alsmede negen Veenendalers die omkwamen bij de Politionele Acties in Nederlands-Indië. Het is onthuld op 31 augustus 1951.1[dode link] Het monument bestaat uit een beeldhouwwerk op een voetstuk met een plaquette en een gedenksteen met de namen van de gevallenen die dit monument betreft. Ook vormt het ieder jaar op 4 mei de locatie voor een dodenherdenking, waarbij er bloemen en kransen bij het monument gelegd worden.2

## Locatie
Het monument bevindt zich op het Stationsplein voor het station Veenendaal Centrum, een halve kilometer ten zuiden van het centrum van Veenendaal. Het staat prominent langs twee drukke straten (Kerkewijk en Het Goeie Spoor) en heeft daardoor een centrale positie in de stad. Direct naast dit monument bevindt zich ook het Vrijheidsmonument, dat bestaat uit drie gedichten over vrijheid en herdenking van Anne Jacobs, Jan van Zwam en Thom Hiensch.3

## Vorm en symboliek
Het monument is cirkelvormig en in het midden staat een standbeeld op een voetstuk. Daarachter staat een halve-cirkelvormige, zwarte gedenksteen met daarop de namen van de slachtoffers voor wie dit monument bestemd is. Vooraan het monument staan bloembakken. Het beeld in het midden van het monument bestaat uit twee mannenfiguren, één staand en de ander liggend. Tezamen met het voetstuk waarop zij zich bevinden vormen zij een kruis, om een grafsteen te symboliseren.  De staande man draagt een toorts (wat refereert aan de inscriptie op het voetstuk) en aan zijn voeten bevindt zich een liggende man die  naar de staande man op kijkt.4

## Inscripties
Op het voetstuk van het beeldhouwwerk bevindt zich een plaqette met de volgende tekst:

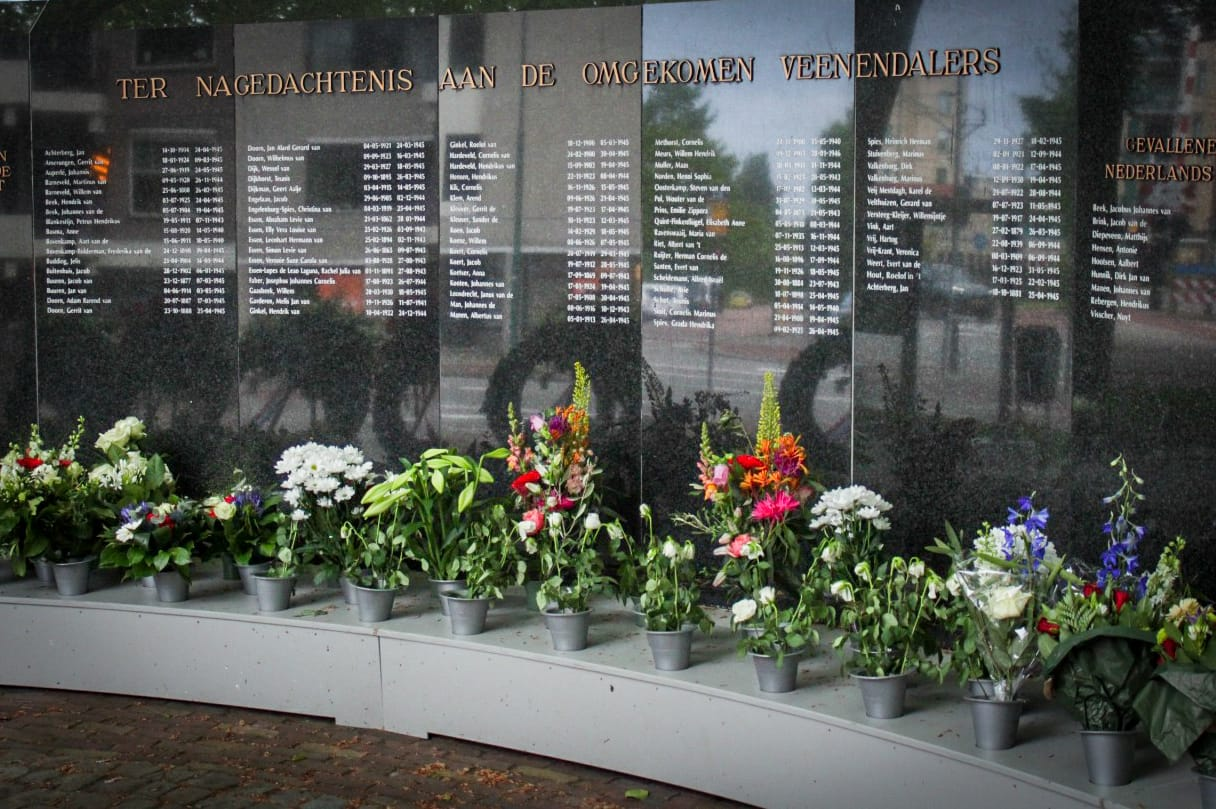
Gedenksteen

AAN HEN,
DIE VIELEN

HOOG OVERVRAGEN,
LEED EN
GRAVEN
UW HEILIG
VUUR TE
DRAGEN:
ALLER
VOORRECHT,
ALLER
PLICHT. 
De gedenksteen achter het standbeeld bevat alle namen van de gevallenen uit de Tweede Wereldoorlog voor wie dit monument is opgericht onder de tekst “TER NAGEDACHTENIS AAN DE OMGEKOMEN VEENENDALERS”. Op de linkerkant van de steen staat “DE KINDEREN DIE IN EN DOOR DE TWEEDE WERELDOORLOG HET LEVEN LIETEN”. Op de rechterkant staat “GEVALLEN IN NEDERLANDS – INDIË”, met daaronder de negen namen van de mensen die omkwamen bij de Politionele Acties.

## Kunstenaar
De maker van het monument is John Grosman (Delft, 1916 – Zwolle, 1970).5 Hij was lid van de Amsterdamse kunstenaarsgroep Scorpio. Naast beeldhouwer was hij ook schilder, tekenaar en bronsgieter en perfectioneerde hij de cire perdue-techniek uit de beeldhouwkunst.6 Naast dit monument in Veenendaal ontwierp hij ook oorlogsmonumenten voor andere plaatsen, waaronder Boven-Leeuwen, Brummen en Almelo.7

## Herinneringscultuur
Het monument is opgericht in een tijd waarin veel nieuwe monumenten werden aangelegd.8 Men vindt het belangrijk om de nalatenschap van de Tweede Wereldoorlog niet te vergeten en dit erfgoed te bewaren. Monumenten zijn hiervan een onderdeel, maar bijvoorbeeld ook oorlogsgraven, dagboeken en archieven.9 Zo belicht past dit monument goed binnen deze cultuur. 